# Cyclisme aux Jeux panaméricains de 1991
Navigation
Jeux panaméricains de 1987 Jeux panaméricains de 1995
Les compétitions de cyclisme des Jeux panaméricains 1991 se sont déroulées du 2 au 18 août à La Havane, Cuba.

## Podiums hommes

### Courses sur route
| Compétitions                 | Or | Argent                    | Bronze                                                  |
| ---------------------------- | --- | ------------------------- | ------------------------------------------------------- |
| Course en ligne individuelle | Robinson Merchán (en) (VEN) | Heriberto Rodríguez (CUB) | Wanderley Magalhães Azevedo (en) (BRA)                  |
| Contre-la-montre par équipes | Colombie Héctor Iván Palacio Rúber Albeiro Marín Asdrúbal Patiño Juan de Dios Fajardo Cuba Roberto Rodríguez Mario Pérez Eliecer Valdés (d) Eduardo Alonso |                           | États-Unis J. Loehner R. McClung D. Nicholson S. Larsen |

### Courses sur piste
| Compétitions           | Or                        | Argent                   | Bronze                     |
| ---------------------- | ------------------------- | ------------------------ | -------------------------- |
| Kilomètre              | Gene Samuel (TRI)         | Erin Hartwell (USA)      | Germán García (ARG)        |
| Vitesse                | Richard Young (CAN)       | D. Hiram (CUB)           | Jhon González (en) (COL)   |
| Course aux points      | Erminio Suárez (en) (ARG) | Jairo Giraldo (COL)      | Conrado Cabrera (en) (CUB) |
| Poursuite individuelle | Raúl Domínguez (en) (CUB) | Dirk Copeland (en) (USA) | Miguel Droguett (en) (CHI) |
| Poursuite par équipes  | Cuba                      | États-Unis               | Argentine                  |

## Podiums femmes

### Courses sur route
| Compétitions                 | Or                                                                | Argent                                                             | Bronze                                                         |
| ---------------------------- | ----------------------------------------------------------------- | ------------------------------------------------------------------ | -------------------------------------------------------------- |
| Course en ligne individuelle | Jeanne Golay (USA)                                                | Odalys Tomps (CUB)                                                 | Janice Bolland (USA)                                           |
| Contre-la-montre par équipes | États-Unis Janice Bolland Shari Rogers Jeanne Golay Deidred Denet | Cuba Odalys Tomps Tatiana Fernández María González Enedigma Poveda | Canada Edie Fischer (d) Clara Hughes Sharon Keogh Denise Kelly |

### Courses sur piste
| Compétitions           | Or                    | Argent             | Bronze                  |
| ---------------------- | --------------------- | ------------------ | ----------------------- |
| Vitesse                | Tanya Dubnicoff (CAN) | Julie Gregg (USA)  | Jessica Grieco (USA)    |
| Poursuite individuelle | Kendra Kneeland (USA) | Clara Hughes (CAN) | Tatiana Fernández (CUB) |

## Tableau des médailles
| #     | Pays              |    |    |    | Total |
| ----- | ----------------- | -- | -- | -- | ----- |
| 1     | États-Unis        | 3  | 4  | 3  | 10    |
| 2     | Cuba              | 3  | 4  | 2  | 9     |
| 3     | Canada            | 2  | 1  | 1  | 4     |
| 4     | Colombie          | 1  | 1  | 1  | 3     |
| 5     | Argentine         | 1  | 0  | 2  | 3     |
| 6     | Trinité-et-Tobago | 1  | 0  | 0  | 1     |
| 6     | Venezuela         | 1  | 0  | 0  | 1     |
| 8     | Brésil            | 0  | 0  | 1  | 1     |
| 8     | Chili             | 0  | 0  | 1  | 1     |
| Total | Total             | 12 | 10 | 11 | 33    |